# Sierra de la Contraviesa
La sierra de la Contraviesa, también sierra Contraviesa, a menudo la Contraviesa, e históricamente sierra del Cehel, es una formación orogénica que se extiende paralela a Sierra Nevada entre el río Guadalfeo y la costa del mar Mediterráneo, formando parte de La Alpujarra, en concreto, de la Alpujarra Baja, en la provincia de Granada (con una pequeña parte en Adra, Almería) en la comunidad autónoma de Andalucía (España).

## Límites y localización
Al oeste limita con la sierra de Lújar y al este con la sierra de Gádor, aunque en realidad lo hace con el pasillo transversal que forma el río Grande de Adra, el cual se abre paso, en su camino hacia el mar, entre ambas sierras. Mirando al norte desde cualquier lugar de esta sierra se puede observar, alta y majestuosa, Sierra Nevada y sus dos principales alturas: el Mulhacén y el Veleta.

## Contexto geográfico
La Contraviesa pertenece al Complejo alpujárride, el cual abarca gran parte de la cordillera Penibética en su zona más costera, arrancando desde la provincia de Málaga, y forma una compleja alineación montañosa de mantos de corrimiento. Surgió tras el gran empuje orogénico del plegamiento alpino, que levantó y plegó los materiales paleozoicos del antiguo macizo Bético-Rifeño.

## Puntos más altos
Sus principales alturas son el monte Salchicha y el Cerrajón de Murtas, de 1545 y 1514 m s. n. m., respectivamente. El primero se encuentra en la parte occidental de la sierra y el segundo, en la parte oriental. Entre ambos montes se desarrolla la ondulada, rugosa y quebrada sierra con innumerables cerros, lomas, barrancos y ramblas, que alcanza una altitud media de unos 1100 o 1200 m s. n. m. Las laderas de la cara norte, con su correspondiente sistema de barrancos o ramblas, mueren en el río Guadalfeo y las laderas de su cara sur, con sus barrancos y ramblas propias, se adentran en el mar de Alborán o forman pequeños deltas o puntas de tierra de carácter aluvial.
La sierra de la Contraviesa está repartida entre los siguientes términos municipales: Torvizcón, Almegíjar, Cástaras, Lobras, Cádiar, Ugíjar, Murtas, Turón, Albondón, Adra, Albuñol, Sorvilán, Polopos, Rubite y el antiguo municipio de Alcázar, actualmente integrado en el municipio de Órgiva. Los seis primeros ocupan las laderas de la cara norte; los demás, la cara sur, por lo que sus pueblos miran al mar desde la altura donde se encuentran o están cerca de él. Otras localidades, de oeste a este, situadas en el interior de esta sierra, son: Alfornón, Jorairátar, Mecina Tedel y Cojáyar. En la costa están, en el mismo sentido: El Lance, Haza del Trigo, La Guapa, Castillo de Baños de Abajo, La Mamola, Los Yesos, Melicena, La Rábita, El Pozuelo, Castillo de Huarea, La Alcazaba, Guaínos Alto y Bajo y El Lance de la Virgen, cerca ya de Adra.
En las zonas cultivadas abundan los almendros, las viñas y las higueras. Un lugar emblemático de la Contraviesa es la Haza del Lino (1280 m s. n. m.), punto de encuentro de caminos y municipios, rodeado del alcornocal más alto y antiguo de la península ibérica.
Parte de esta sierra (municipios de Torvizcón, Almegíjar, Cástaras, Lobras, Cádiar y Murtas), han sido protegidos como patrimonio histórico, mediante la figura de Sitio Histórico de la Alpujarra.